# Scuola della Passione
La Scuola della Passione  abritait une école de dévotion et de charité de Venise. Elle est située sur le 2998 Campo dei Frari dans le sestiere de San Polo.

## Historique
Ce bâtiment débuta comme local de la confrérie des marchands, avant d'être racheté par celle de la Passion en 1572, auparavant établie à San Giuliano. 
Il a subi un grave incendie le 24 janvier 1587. Une épigraphe placée sous un précieux bas-relief du Rédempteur portant la Croix le commémore. La reconstruction eut lieu en 1593.
Après la suppression de la Scuola en 1810, son autel fut transféré en 1834 à un oratoire à Mira.